# Rivières (Tarn)
Rivières is een gemeente in het Franse departement Tarn (regio Occitanie) en telt 887 inwoners (2005). De plaats maakt deel uit van het arrondissement Albi.

## Geografie
De oppervlakte van Rivières bedraagt 9,6 km², de bevolkingsdichtheid is 92,4 inwoners per km².
De onderstaande kaart toont de ligging van Rivières (Tarn) met de belangrijkste infrastructuur en aangrenzende gemeenten.

## Demografie
Onderstaande figuur toont het verloop van het inwonertal (bron: INSEE-tellingen).